# Giovanna Antonelli
Giovanna Antonelli (Río de Janeiro, 18 de marzo de 1976) es una actriz brasileña. Ha protagonizado varias telenovelas con una enorme repercusión a nivel nacional e internacional: Xica da Silva, El clon, La casa de las siete mujeres, Siete pecados, Três irmãs, Aquele Beijo, La guerrera, Sol Nascente y como el personaje antagónico en El color del pecado, Vivir la vida y Reglas del Juego. Además de actuaciones estelares y controversiales en Lazos de familia, y La sombra de Helena.

## Biografía
Comenzó su carrera en el programa infantil de la presentadora Angélica y apareció en varios programas de TV Globo. Trabajó en la telenovela Tocaia Grande en la Rede Manchete, siendo también un personaje muy importante en Xica da Silva.
Participó en la telenovela Lazos de familia donde interpretó el papel de Capitu, una chica de compañía, gracias al éxito que tuvo su personaje después protagonizó la telenovela El clon e interpretó a Jade, donde fue reconocida internacionalmente por la dramatización de una brasileña musulmana que vivía entre dos culturas, demostrando también su talento en la baile árabe.
Luego de estas telenovelas participó en la miniserie La casa de las siete mujeres (2003), como el personaje histórico Anita Garibaldi, que disputó el amor de Giuseppe Garibaldi (Thiago Lacerda) con Manuela (Camila Morgado), y por la cual recibió muchos elogios por su manera de desenvolverse y de expresarse. 
Antonelli interpretó su primer papel antagónico, la malvada Bárbara en la novela El color del pecado, y en el 2007 participó en la miniserie Amazonia.
Luego interpretó a la repostera Clarice en Siete pecados, que vivió un triángulo amoroso junto a Reynaldo Gianecchini y Priscila Fantin.
Tomó el papel de la singular obstetra Alma, una de las protagonistas en la novela Tres hermanas, al lado de Cláudia Abreu y Carolina Dieckmann.
Giovanna fue madre por primera vez en mayo de 2005, teniendo su hijo Pietro con Murilo Benício. 
Desde el 2009 mantiene una relación amorosa con el director de televisión Leonardo Nogueira. El 8 de octubre de 2010, dio a luz a gemelas Antônia y Sofia Nogueira.
En 2011 protagonizó la telenovela Aquele Beijo, que no tuvo mucho éxito. 
En 2012 protagonizó la telenovela Salve Jorge, como la delegada Heloisa, y el personaje fue un gran éxito.
En 2014 una vez más hizo historia como la polémica Clara Fernandes, una ama de casa casada que se enamora de otra mujer, en La sombra de Helena de Manoel Carlos.
En 2015 regresa caracterizada como Atenea, la gran villana de la novela "A Regra do Jogo" que reemplazará a "Babilônia" en el horario estelar. En la historia escrita por João Emanuel Carneiro, su personaje, que en realidad se llama Francineide dos Santos, irá a ocultar su verdadera identidad. Ella será una mujer oportunista, que luego en el comienzo de la trama mostrará un lado de su personalidad "lleno de defectos, amoral e impulsiva". Para mantener el estatus y el glamour, se aprovechará de quien quiera que sea para aplicar sus golpes.

## Filmografía

### Televisión
| Año       | Obra                               | Papel                          | Notas                                            | Ref.  |
| --------- | ---------------------------------- | ------------------------------ | ------------------------------------------------ | ----- |
| 1991      | Clube da Criança                   | Asistente de escenario         | (1991-1993)                                      |       |
| 1994      | Tropicaliente                      | Benvinda                       |                                                  |       |
| 1995      | Tocaia Grande                      | Mãe Ressu de Iansã             |                                                  |       |
| 1996      | Xica da Silva                      | Elvira                         |                                                  |       |
| 1998      | Cuerpo Dorado                      | Judy                           |                                                  |       |
| 1998      | Você Decide                        |                                | Episodio: "A Cunhada"                            |       |
| 1999      | La fuerza del deseo                | Violeta                        |                                                  |       |
| 1999      | Você Decide                        |                                | Episodios: "Ninguém é Perfeito", "Gol de Placa"  |       |
| 1999      | Malhação                           | Isa                            |                                                  |       |
| 2000      | Lazos de familia                   | Capitu                         |                                                  | [ 2 ] |
| 2001      | El clon                            | Jade Rachid                    |                                                  |       |
| 2002      | Cine Conhecimento                  | Presentadora                   | (2002-2006)                                      |       |
| 2003      | La casa de las siete mujeres       | Anita Garibaldi                |                                                  |       |
| 2004      | El color del pecado                | Bárbara Campos Sodré           |                                                  |       |
| 2006      | Minha Nada Mole Vida               | Bia Lopes                      | episódio: "Procura-se Uma Namorada"              |       |
| 2007      | Amazônia, de Galvez a Chico Mendes | Delzuite Gonçalves             |                                                  |       |
| 2007      | Siete pecados                      | Clarice Florentino Ferraz      |                                                  |       |
| 2008      | Casos e Acasos                     | Jamile                         | Episodio: "O Triângulo, a Tia Raquel e o Pedido" |       |
| 2008      | Três Irmãs                         | Alma Jequitibá de Matos        |                                                  |       |
| 2009      | Vivir la vida                      | Dora Regina Vitória Vilela     |                                                  |       |
| 2011      | Chico Xavier                       | Cidália Xavier                 |                                                  |       |
| 2011      | Aquele Beijo                       | Cláudia Collaboro              |                                                  | [ 3 ] |
| 2012      | As Brasileiras                     | Gigi                           | episódio: "A Venenosa da Pauliceia"              |       |
| 2012      | La guerrera                        | Heloísa «Helô» Sampaio Larceda |                                                  |       |
| 2014      | La sombra de Helena                | Clara Fernandes                |                                                  |       |
| 2015      | Reglas del Juego                   | Atenea Terremolinos            |                                                  |       |
| 2016      | Sol naciente                       | Alicia Tanaka                  |                                                  |       |
| 2018      | Nuevo sol                          | Luzia Batista / DJ Ariella     |                                                  |       |
| 2021-2022 | Sólo se vive dos veces             | Paula Terrare / Eliette        |                                                  |       |
| 2022-2023 | Travesía                           | Heloísa «Helô» Sampaio Larceda |                                                  |       |
| 2025      | Belleza fatal                      | Elvira Paixão                  |                                                  | [ 4 ] |

### Cine
- 2017 - The Boss Baby  - Janice (actriz de voz)
- 2015 - S.O.S Mulheres Ao Mar 2  - Adriana
- 2014 -  S.O.S Mulheres Ao Mar  - Adriana
- 2008 - Budapest - Vanda
- 2007 - Por Acaso
- 2007 - Caja Dos - Ângela
- 2004 - La Cartomante - Karen Albuquerque
- 2003 - Simbad: La leyenda de los siete mares - Marina (actriz de voz)
- 2003 - Maria, Madre del Hijo de Dios - Maria
- 2002 - Avassaladoras - Laura (también productora asociada)
- 2000 - Bossa Nova - Sharon

### Teatro
- 2001 - Autos de La Pasión de Cristo - Maria Madalena
- 2003 - La Pasión de Cristo - Maria
- 2004 - Dos en la Gangorra - Gittel

### Premios
| Año  | Premio                           | Categoría                                   | Trabajo                                      | Resultado |
| ---- | -------------------------------- | ------------------------------------------- | -------------------------------------------- | --------- |
| 2000 | Prêmio Qualidade Brasil          | Mejor actriz revelación                     | Capitu en Laços de Família                   | Ganadora  |
| 2000 | Melhores do Ano                  | Mejor actriz de reparto                     | Capitu en Laços de Família                   | Ganadora  |
| 2000 | Prêmio TV Press                  | Mejor actriz                                | Capitu en Laços de Família                   | Ganadora  |
| 2001 | Troféu Imprensa                  | Revelación del año                          | Capitu en Laços de Família                   | Ganadora  |
| 2001 | Prêmio INTE                      | Mejor actriz                                | Jade Rachid en O Clone                       | Ganadora  |
| 2001 | Troféu Internet                  | Mejor actriz                                | Jade Rachid en O Clone                       | Ganadora  |
| 2001 | Meus Prêmios Nick                | Actriz favorita                             | Jade Rachid en O Clone                       | Ganadora  |
| 2001 | Prêmio Qualidade Brasil RJ       | Mejor actriz                                | Jade Rachid en O Clone                       | Ganadora  |
| 2002 | Melhores do Ano                  | Mejor Actriz                                | Jade Rachid en O Clone                       | Ganadora  |
| 2002 | Prêmio Contigo! de TV            | Mejor pareja romántica (con Murilo Benício) | Jade Rachid en O Clone                       | Ganadora  |
| 2002 | Brazilian Film Festival of Miami | Mejor actriz                                | Laura de Felipes Palácios en Avassaladoras   | Ganadora  |
| 2004 | Prêmio Contigo! de TV            | Mejor actriz de novela                      | Anita Garibaldi en A Casa das Sete Mulheres  | Nominada  |
| 2005 | Prêmio Contigo! de TV            | Mejor actriz de novela                      | Bárbara Campos Sodré en Da Cor do Pecado     | Nominada  |
| 2009 | Prêmio Extra de Televisão        | Mejor actriz de reparto                     | Dora Regina en Viver a Vida                  | Ganadora  |
| 2012 | Prêmio Contigo! de TV            | Mejor actriz de novela                      | Claudia Colaboro en Aquele Beijo             | Nominada  |
| 2013 | Prêmio Contigo! de TV            | Mejor actriz de novela                      | Heloísa Sampaio en Salve Jorge (La Guerrera) | Nominada  |
| 2013 | Meus Prêmios Nick                | Actriz favorita                             | Heloísa Sampaio en Salve Jorge (La Guerrera) | Ganadora  |
| 2013 | Meus Prêmios Nick                | Personaje favorito                          | Heloísa Sampaio en Salve Jorge (La Guerrera) | Nominada  |
| 2013 | Prêmio Extra de Televisão        | Mejor actriz                                | Heloísa Sampaio en Salve Jorge (La Guerrera) | Ganadora  |
| 2013 | Prêmio Quem de Televisão         | Mejor actriz                                | Heloísa Sampaio en Salve Jorge (La Guerrera) | Ganadora  |
| 2013 | Retrospectiva UOL                | Mejor actriz                                | Heloísa Sampaio en Salve Jorge (La Guerrera) | Ganadora  |
| 2014 | Troféu Imprensa                  | Mejor actriz                                | Heloísa Sampaio en Salve Jorge (La Guerrera) | Nominada  |
| 2014 | Troféu Internet                  | Mejor actriz                                | Heloísa Sampaio en Salve Jorge (La Guerrera) | Ganadora  |
| 2014 | Prêmio Extra de Televisão        | Mejor actriz de reparto                     | Em Família                                   | Ganadora  |
| 2014 | Prêmio Contigo! de TV            | Mejor actriz de reparto                     | Em Família                                   | Nominada  |
| 2015 | Troféu Internet                  | Mejor actriz                                | Em Família                                   | Nominada  |
| 2015 | Prêmio Quem de Televisão         | Mejor actriz                                | A Regra do Jogo                              | Ganadora  |
| 2015 | Melhores do Ano                  | Mejor actriz de telenovela                  | A Regra do Jogo                              | Ganadora  |
| 2015 | Prêmio Extra de Televisão        | Mejor actriz                                | A Regra do Jogo                              | Nominada  |
| 2016 | Troféu Internet                  | Mejor Actriz                                | A Regra do Jogo                              | Nominada  |
| 2016 | Troféu Imprensa                  | Mejor Actriz                                | A Regra do Jogo                              | Nominada  |